# Александрович, Николай Викторович
Никола́й Ви́кторович Александро́вич (22 марта 1920, Москва — 10 ноября 2008, Москва) — советский и российский актёр (дубляж и озвучивание), кинорежиссёр. Заслуженный деятель искусств Российской Федерации (2002). Заслуженный артист РСФСР (1963).

## Биография
Выпускник ГИТИСа. Участник Великой Отечественной войны.
Режиссёр телевизионных, документальных и мультипликационных фильмов, радиоспектаклей. Пионер в области дублирования художественных фильмов. Проработал в этой сфере более тридцати лет. Его голосом говорили герои, которых сыграли Радж Капур и Бельмондо.
Озвучил около 600 фильмов. В 1981 году ушёл из дубляжа и занялся режиссурой. С 1992 года был на пенсии.
Два десятка лет проработал режиссёром в детском радиовещании, куда пришёл в 1949 году.
Умер в 2008 году. Похоронен на Востряковском кладбище.

### Работы на радио
Как режиссёр поставил радиоспектакли:
- 1987 — «Дон Кихот»[2]
- 1975 — «Ася»[3]

## Фильмография
| Год  |    | Название                           | Роль                 |
| ---- | -- | ---------------------------------- | -------------------- |
| 1970 | мф | Паучок Ананси (мультипликационный) | режиссёр             |
| 1972 | тф | Масштабные ребята (телеспектакль)  | режиссёр и сценарист |
| 1976 | ф  | Расписание на завтра               | режиссёр             |
| 1977 | тф | Чеховские страницы (телеспектакль) | режиссёр             |
| 1979 | тф | Завтрак на траве                   | режиссёр             |
| 1980 | тф | Всё кончено (телеспектакль)        | режиссёр             |
| 1981 | тф | Бедная Маша                        | режиссёр             |
| 1983 | ф  | Дело за тобой!                     | режиссёр             |
| 1985 | тф | Принц и нищий (телеспектакль)      | режиссёр             |
| 1986 | ф  | Тайна Снежной королевы             | режиссёр             |
| 1987 | ф  | Где бы ни работать…                | режиссёр             |
| 1989 | ф  | Не сошлись характерами             | режиссёр             |
| 1991 | тф | Сон с продолжением (телеспектакль) | режиссёр             |
| 1992 | ф  | Милостивые государи                | режиссёр             |

## Озвучивание мультфильмов
| Год  |    | Название         | Роль                     |
| ---- | -- | ---------------- | ------------------------ |
| 1950 | мф | Жёлтый аист      | Ми, бродячий музыкант    |
| 1950 | мф | Чудо-мельница    | Петух                    |
| 1964 | мф | На краю тайны    | Рассказчик               |
| 1966 | мф | Главный Звёздный | Имя персонажа не указано |
| 1970 | мф | Самый главный    | Рудокоп                  |

## Признание и награды
- Заслуженный деятель искусств Российской Федерации (3.4.2002)[4].
- Заслуженный артист РСФСР (5.8.1963)